# Jani Šturm
Jani Šturm, slovenski nogometaš in trener, * 20. marec 1982, Občina Brda.
Šturm je nekdanji profesionalni nogometaš, ki je igral na položaju napadalca. V svoji karieri je igral za slovenske klube Gorico, Brda, Domžale, Drava Ptuj in Koper, škotski Dundee ter italijanska Manzanese  in Valnatisone. Skupno je v prvi slovenski ligi odigral 142 tekem in dosegel 20 golov. Po končani karieri deluje kot trener, leta 2021 pri Brdih, nato pri selekciji Udineseja do 19 let, leta 2024 pa pri klubih Bilje in Tolmin.